# Municipio di Sydney
Il Municipio di Sydney (in inglese: Sydney Town Hall) è un edificio storico, sede municipale della città di Sydney in Australia.

## Storia
Il Corporation Act del 1842 costituì la Città di Sydney, e gli organi di quest'ultima utilizzarono all'inizio varie sedi temporanee. Dopo aver fatto per anni pressioni sul governo per ottenere un sito adatto, essi ricevettoro infine l'Old Burial Ground, nel cuore del distretto commerciale della crescente città. Questo sito servì come il principale terreno di sepoltura della città tra il 1792 e il 1820.
I lavori di costruzione del nuovo municipio cominciarono nel 1869, e si svolsero in due fasi. Il progetto del municipio fu il risultato di un concorso appositamente indetto, e vinto dall'architetto John H. Willson. Il progetto originario venne tuttavia modificato per ridurre i costi. In seguito alla morte di Willson, altri architetti si occuparono di portare a termine la prima fase dei lavori.

## Descrizione
Il palazzo, di stile Secondo Impero, è liberamente ispirato al Municipio di Parigi.